# Andrena impuncta
Andrena impuncta är en biart som beskrevs av Kirby 1837. Andrena impuncta ingår i släktet sandbin, och familjen grävbin. Inga underarter finns listade i Catalogue of Life.